# Gröbenkapelle

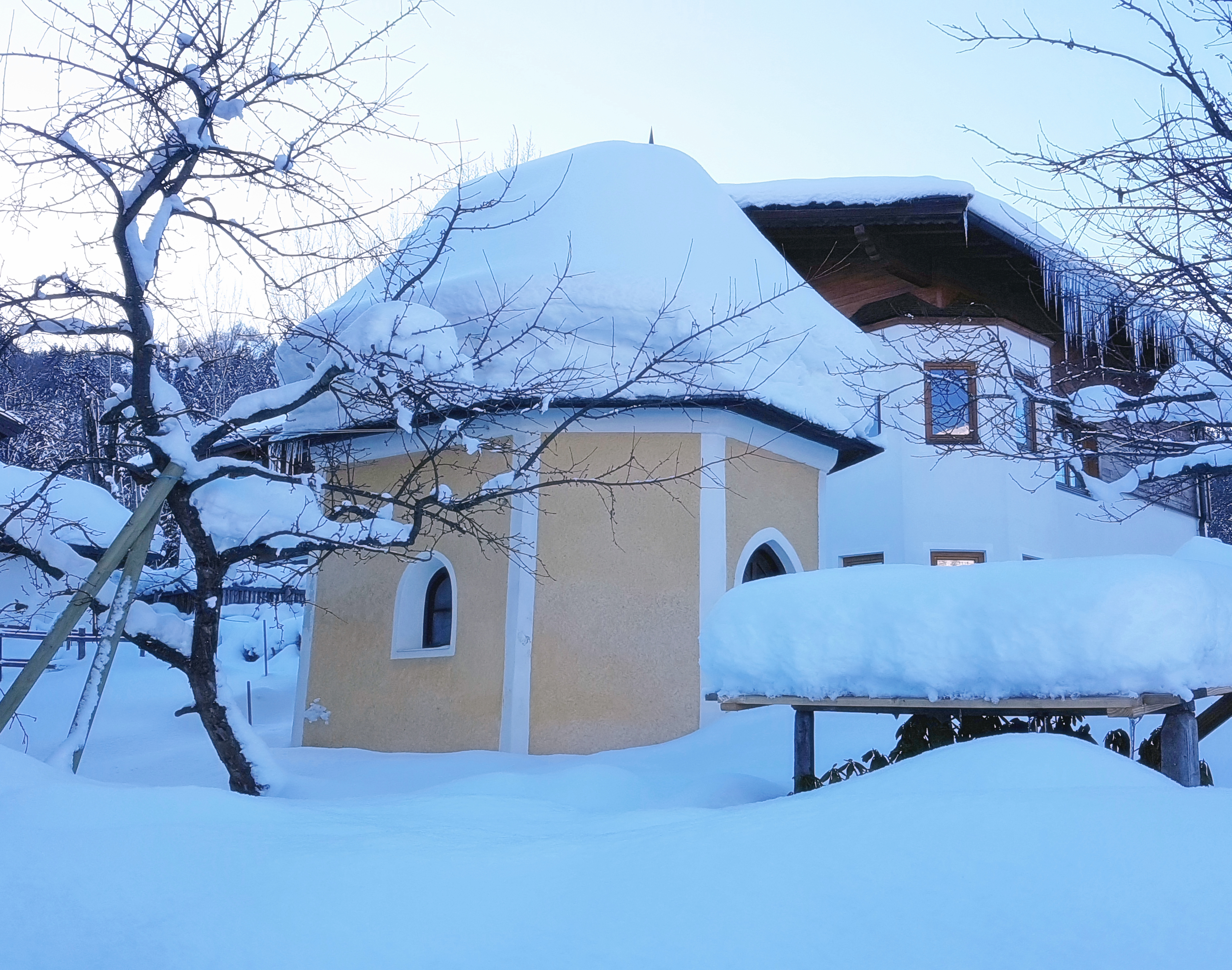
Gröbenkapelle

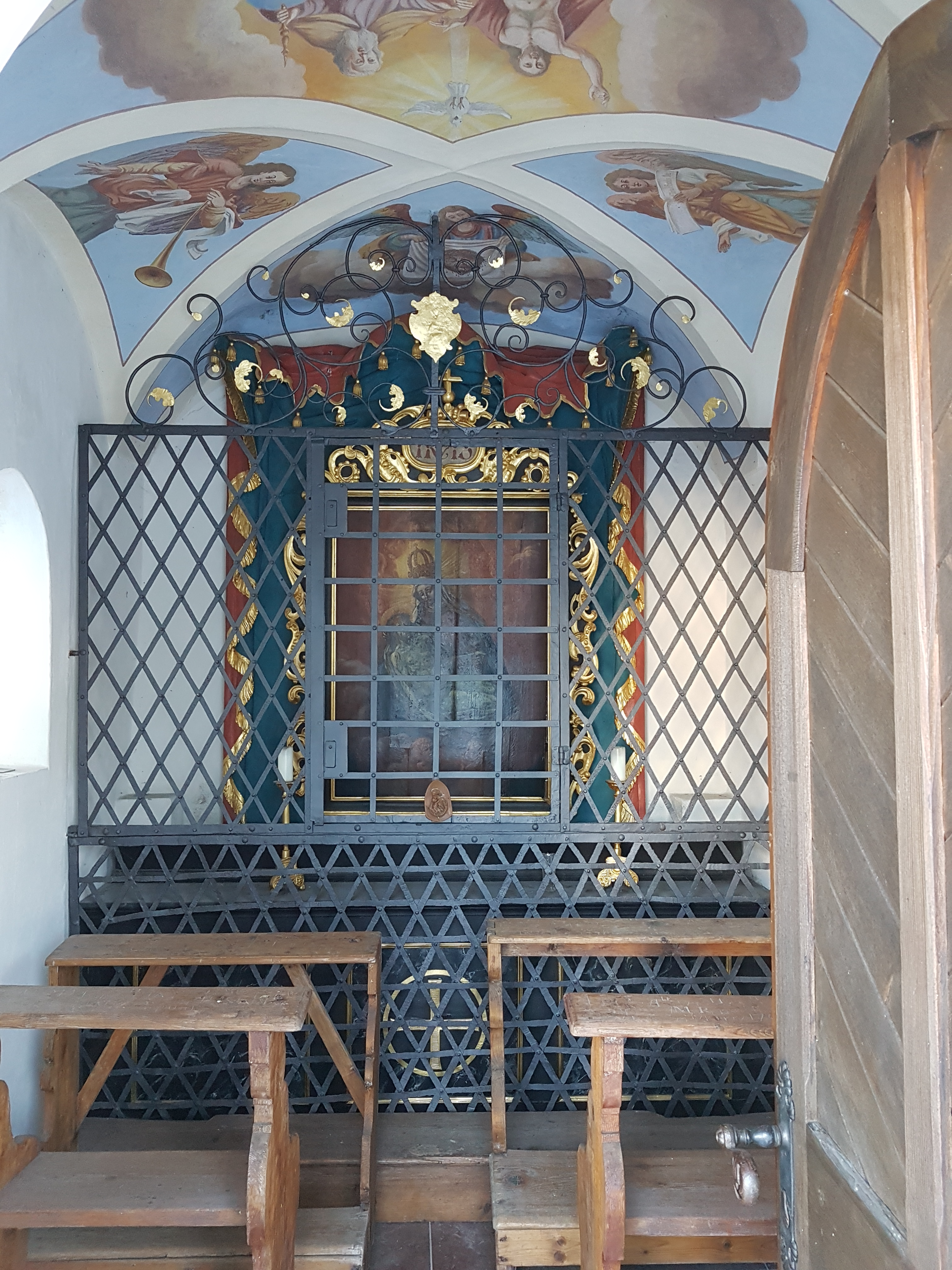
Innenraum

Die Gröbenkapelle im nordwestlichen Stadtgebiet von Kitzbühel, zwischen Burgstallstraße 22 und 24 gelegen, ist ein im Tiroler Kunstkataster geführtes Kulturgut.

## Geschichte
Die Gröbenkapelle ist ein 1712 erstmals genannter und im 19. Jahrhundert für den wohl baufällig gewordenen Vorgänger neu errichteter Bau. 1930 wurde der Eingang wegen der Verlegung der vorbeiführenden Straße von der West- zur Ostseite verlegt.

## Beschreibung
Die Kapelle ist ein kleiner Saalbau mit dem ehemaligen dreiseitigen Chorschluss an der Eingangsseite und einer nunmehrigen geraden Chorrückwand. Das Bauwerk besitzt ein hohes Satteldach. Das Innere ist mit einem freskengeschmückten Stichkappengewölbe versehen. Das Altarbild zeigt eine Pietà-Darstellung. In den Fresken sind Engel mit den Marterwerkzeugen und die Hl. Dreifaltigkeit zu sehen.